# 瓦尼亞·米林科維奇-薩維奇
瓦尼亞·米林科維奇-薩維奇（發音：[ʋâɲa milǐːŋkoʋitɕ sǎːʋitɕ]；1997年2月20日—）是一位塞爾維亞足球運動員。于場上的位置是守門員。現效力於意甲球隊拿坡里 (拖連奴外借)。他也代表塞爾維亞國家足球隊參賽。